# Münze Österreich
Die Münze Österreich AG mit Sitz in Wien ist für die Ausgabe und die Prägung der österreichischen Euromünzen verantwortlich. Ebenfalls produziert und verkauft werden Münzen für Anleger, Sammler und Münzen zum Schenken.
Die Münze Österreich AG entstand 1989 durch die Umwandlung des Österreichischen Hauptmünzamtes in eine Aktiengesellschaft und den anschließenden Verkauf an die Oesterreichische Nationalbank. Die Geschichte des Unternehmens und ihrer Vorläufer reicht bis in das 12. Jahrhundert zurück.
Die Rechtslage der Münze Österreich AG unterscheidet sich von derjenigen vieler anderer Staaten, wo das Münzrecht unmittelbar beim Staat liegt. Dies war in Österreich bis zum 31. Dezember 1988 der Fall: Hier lag das Münzrecht beim Österreichischen Hauptmünzamt, der Vorgängerinstitution der Münze Österreich, die dem Bundesministerium für Finanzen unterstellt war.

## Geschichte
Die Geschichte der Münze Österreich geht bis in das Jahr 1194 zurück. Die Gründung der Münzprägestätte soll mit der Festnahme des englischen Königs Richard Löwenherz durch den Babenberger Herzog Leopold V. zusammenhängen. Leopold erhielt für seine Entführung von Richard Löwenherz ein Lösegeld in Form von Silber, das etwa den dreifachen Jahreseinnahmen der englischen Krone entsprach. Daraufhin soll Leopold Teile des Silbers verwendet haben, um die Münzprägestätte in Wien zu gründen und dort das Silber zu Münzen zu prägen.
1397 erfolgte eine erste urkundliche Erwähnung der Wiener Münzprägestätte mit ihrem Sitz an der Wollzeile. Der Taler wurde erstmals als Guldiner in Hall in Tirol von der Münze Hall geprägt. Ebenfalls in Hall in Tirol fanden 1554 erste Versuche mit einer Walzenprägung statt. 1624 erhielt in Wien der befreite Jude Israel Wolf Auerbach mit seinem Konsortium die Rechte für das Prägegeschäft im Kaiserlichen Münzhaus.
Erst 1650 wurde unter Münzmeister Johann Konrad Richthauser Freiherr von Chaos die Walzenprägung per Taschenwerk auch in Wien eingeführt. Die Spindelpresse kam etwa ab 1700 zur Münzherstellung zum Einsatz. Seit 1715 wurde der Begriff Hauptmünzamt für die Münze verwendet. 1752 übersiedelte die Münze in die Himmelpfortgasse. Ab etwa 1830 wurde die Ringprägung eingeführt. Ab 1835 übersiedelte die Münze Österreich in das Gebäude Am Heumarkt, wo seinerzeit auch das 1835 gegründete k.k. montanistische Museum, Vorläuferorganisation der k.k. geologischen Reichsanstalt (heute: Geologische Bundesanstalt, vgl. dortige Geschichte), untergebracht war. Im Gegensatz zu diesem ist die Münze Österreich auch heute noch dort ansässig.
Nach dem Ersten Weltkrieg wurde das Unternehmen im Jahr 1918 die einzige Prägestätte für die entstandene Republik Österreich. 1924 wurde der Österreichische Schilling eingeführt, der zwischenzeitlich von 1938 bis 1945 nach dem „Anschluss“ Österreichs durch die Reichsmark ersetzt wurde. Zum Jahresbeginn 1989 wurde das Österreichische Hauptmünzamt privatisiert und in die Münze Österreich Aktiengesellschaft umgewandelt, die an die Oesterreichische Nationalbank verkauft wurde. Zuvor hatte das im November 1988 im österreichischen Parlament beschlossene, sogenannte Scheidemünzengesetz die Umwandlung geregelt. Dabei besitzt die Münze Österreich AG weiterhin das alleinige Prägerecht in Österreich für Scheidemünzen und Handelsmünzen. Gesetzlich ist geregelt, dass die Münze Österreich AG gegebenenfalls nur durch ein Bundesgesetz aufgelöst werden kann und auch ein Verkauf der Münze Österreich AG durch die Nationalbank der Zustimmung des österreichischen Finanzministers bedarf.
Im Jahr 1998 übernahm die Münze Österreich als Tochterunternehmen den Schoeller Münzhandel. 2002 wurden Euro und Cent das Zahlungsmittel der Europäischen Währungsunion und lösten in Österreich Schilling und Groschen ab.

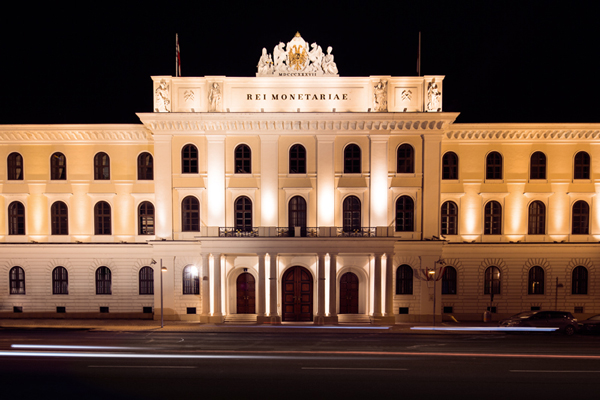
Das Hauptgebäude bei Nacht
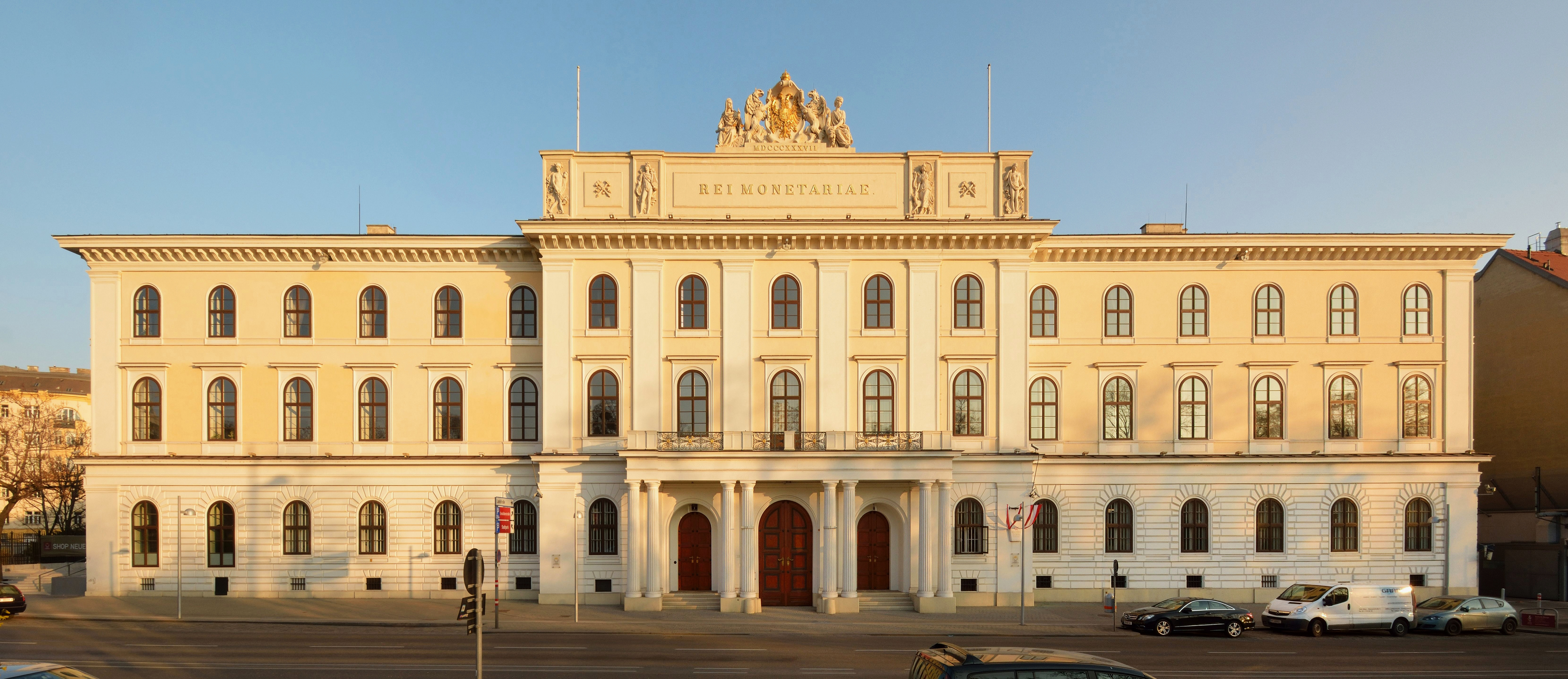
Hauptgebäude der Münze Österreich am Heumarkt in Wien-Landstraße
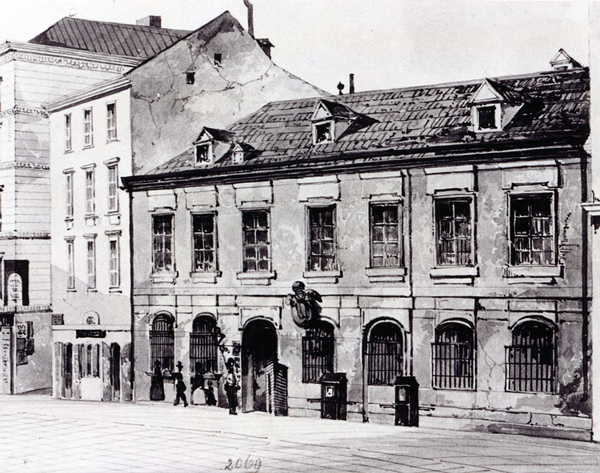
Münzhaus auf der Wollzeile in Wien
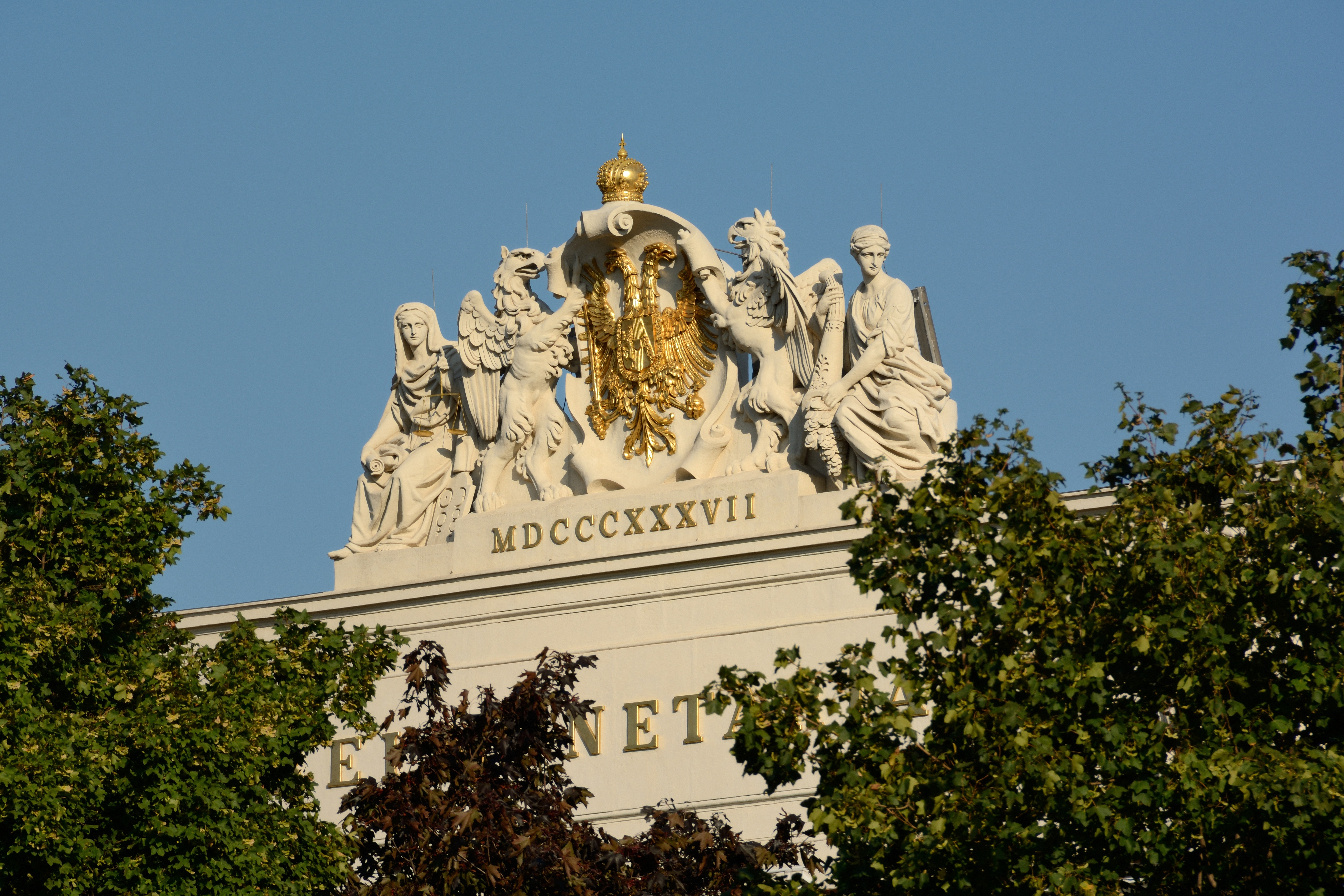
Hauptgebäude der Münze Österreich, Fassadendetail

## Unternehmensstruktur
Die Münze Österreich AG ist ein Tochterunternehmen im Alleinbesitz der Oesterreichischen Nationalbank. Verwaltung und Münzprägung sind beide am Heumarkt 1 in Wien untergebracht. Insgesamt hat das Unternehmen 192 Mitarbeiter. Für das Jahr 2022 wurden ein Umsatz von rund 3,7 Milliarden Euro sowie ein Gewinn von rund 97,5 Millionen Euro vermeldet.

## Aufgaben und Produkte

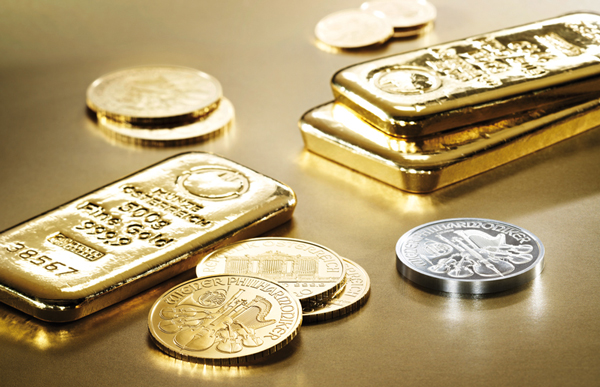
Anlagemünzen und Goldbarren der Münze Österreich

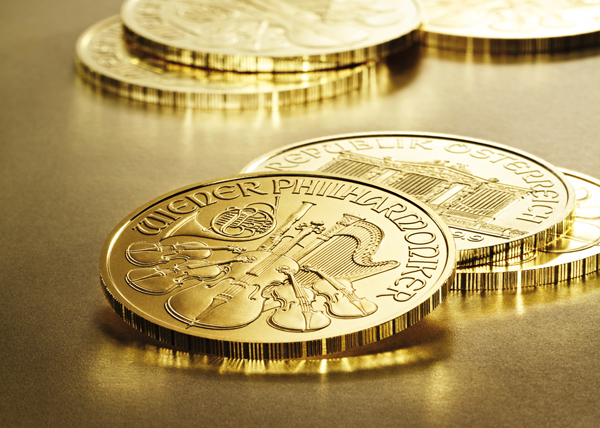
Der Wiener Philharmoniker zählt zu den wichtigsten Goldmünzen der Welt

Die gesetzliche Aufgabe der Münze Österreich AG ist die Deckung des österreichischen Münzbedarfs mit Euro- und Centmünzen. Neben dieser Hauptaufgabe, der Prägung der Umlaufmünzen der Republik Österreich, verarbeitet die Münzprägestätte wertvolle Edelmetalle zu Anleger- und Sammlermünzen. Die Münze Österreich AG stellt zudem Gold- und Silberronden sowie Münz- und Medaillenprägungen aus verschiedenen edlen und unedlen Metallen her. Diese Produkte werden sowohl an nationale und internationale Auftraggeber als auch an staatliche und private Prägestätten geliefert. Nach eigenen Angaben produziert das Unternehmen rund 350 Millionen Münzen im Jahr.

### Umlaufgeld und Bargeld
Die Münze Österreich AG ist nicht nur für die Prägung, sondern auch für die Münzbilder der österreichischen Euromünzen verantwortlich. Bis 2002 war die Münze Österreich allein für die Ausgabe und Herstellung der Schilling-Münzen zuständig. Der erste Euro in Österreich wurde am 20. November 1998 in der Münze Österreich geprägt. Seither hat sie das Recht, den österreichischen Anteil der Euromünzen herzustellen und auszugeben.

#### Initiative Bargeld
Die Münze Österreich AG engagiert sich in der „Initiative Bargeld“ mit dem Slogan „Nur Bares ist Wahres“ für den Erhalt des Bargeldes, unter anderem gemeinsam mit der Oesterreichischen Nationalbank und der Bundessparte Handel der Wirtschaftskammer Österreich. Die Initiative Bargeld bemüht sich um den weiteren Erhalt der Wahlfreiheit sowie auf Vorteile der Bargeldzahlung hinzuweisen.

### Sammlermünzen

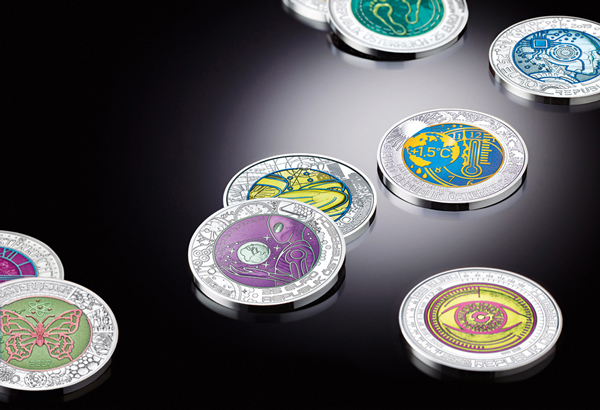
Farbige Silber-Niob-Münzen der österreichischen Prägestätte

Für Sammler stellt die Münze Österreich ein Programm von Münzen aus Gold, Silber, Platin, Kupfer und Niob zur Verfügung. Teilweise dienen die Münzen und Medaillen dazu, bestimmte Ereignisse festzuhalten. Zu den bekanntesten Münzen zählt der seit 1741 geprägte Maria-Theresien-Taler. Bekannt sind auch die seit 2003 ausgegebenen farbigen Silber-Niob-Münzen sowie die seit 2010 jährlich aufgelegten Neujahrsmünzen. Die 50-Euro-Goldmünzenserie „Heimat großer Töchter“ zeigt bekannte Frauen der österreichischen Geschichte.
Im Zuge der Sanierung des österreichischen Parlamentsgebäudes wurde das bisherige Kupferdach teilweise abgetragen und durch eine Glaskuppel über dem Nationalratssaal ersetzt. Aus rund 1,8 Tonnen Altkupfer fertigte die Münze Österreich 200.000 Stück 5-Euro-„Demokratie“-Münzen. Das Ausgabedatum war der 12. Oktober 2022.
Beim Coin of the Year Award werden die Sammlermünzen der Münze Österreich häufig ausgezeichnet.
Darüber hinaus betreibt die Prägestätte einen Münzenclub namens „MünzeClub“, dessen Mitglieder Angebote und Vergünstigungen in Anspruch nehmen können.

### Anlageprodukte
Die Münze Österreich produziert verschiedene Anlageprodukte, darunter am bekanntesten die Münze Wiener Philharmoniker, die seit 1989 von der Münze Österreich hergestellt werden (in Gold seit 1989 – in der Stückelung von einer Unze, in Silber seit 2008 und in Platin seit 2016). Die Münzen zeigen verschiedene Instrumente des Orchesters der Wiener Philharmoniker sowie die Orgel im Großen Saal des Musikvereins. Die Münze Wiener Philharmoniker zählt zu den erfolgreichsten Anlagemünzen weltweit.
Im Jahr 2004 stellte die Münze Österreich 15 sogenannte „Big Phil“-Münzen her, die mit über 31 Kilo als die größten Goldmünzen Europas gelten. 14 der Münzen befinden sich im Privatbesitz, eine ist im Besitz der Oesterreichischen Nationalbank und wird in deren Geldmuseum ausgestellt.
Neben Münzen bietet die Münze Österreich auch Goldbarren an. Barren der Münze Österreich werden in den Größen von ein Gramm bis ein Kilogramm von Argor-Heraeus in der Schweiz hergestellt. Kleinere Barren bis 20 Gramm existieren auch mit einem Sicherheitshologramm (Kinebar), auf denen ein Lipizzaner dargestellt ist. Alle Barren tragen den „Good Delivery“-Status der London Bullion Market Association (LBMA).

### Serviceleistungen
Die Münze Österreich AG bietet Serviceleistungen für Goldanleger an. Das sogenannte „GoldDepot“ bietet die Möglichkeit, bei der Münze Österreich gekaufte Edelmetalle versichert in der Münzprägestätte zu lagern. Die sogenannte „GoldReserve“ ermöglicht es, regelmäßig kleine Beträge in Gold anzulegen. Der „GoldSparplan“ ist ein Sparplan, bei dem Kunden in definierten Zeitabständen Edelmetalle kaufen.

## Graveure der Münze Österreich
Bekannte Münzdesigner, die für die Münze Österreich bzw. das Wiener Hauptmünzamt arbeiteten, sind u. a. Hans Köttenstorfer, Alfred Zierler, Andreas Zanaschka, Thomas Pesendorfer und Herbert Wähner. Chefgraveur ist seit 2017 Helmut Andexlinger, die weiteren Mitarbeiter sind Anna Schlindner, Kathrin Kuntner und Rebecca Wilding (Stand Jänner 2024).